# Cafe Fogg 2
Cafe Fogg 2 – druga część projektu muzycznego będącego hołdem polskich artystów dla twórczości Mieczysława Fogga. Pomysłodawcą jest jego prawnuk Michał Fogg.

## Lista utworów
1. „Cztery nogi” (The Bumelants)
2. „El Ultimo Domingo” (Noche de boleros)
3. „Mieszkam tu nad Wisłą” (Dorota Miśkiewicz)
4. „Odpukaj pan” (Szymon Makohin)
5. „Cisza” (Seb & Masta P)
6. „Siedem czerwonych róż” (Mietek Szcześniak)
7. „Piosenka nieaktualna” (Natu & Envee)
8. „Tango Milonga” (Maria Sadowska)
9. „Nietoperze” (Seb & Masta P)
10. „Ty masz dla mnie coś” (Mateusz Krautwurst)
11. „Ja mam czas ja poczekam” (Audiofeels)
12. „Pamiętam dni” (Smokee)
13. „Podziękuj” (Paulina Lenda)
14. „Do widzenia madame” (Martin Harmony)
15. „Na uliczce mojej” (Seb & Masta P & scratches DJ FEEL-X)

## Sprzedaż
| Rok  | Kraj   | Pozycja |
| ---- | ------ | ------- |
| OLiS | Polska | 26      |